# Historia del fútbol de Jalisco
La historia del fútbol en el Estado de Jalisco suele considerarse a partir de 1906, año de fundación del Unión Football Club, aunque sus orígenes en este estado se pueden remontar a varios años antes, con la introducción del deporte por parte de inmigrantes europeos y religiosos de las órdenes maristas y jesuitas.
Los primeros juegos del fútbol en Jalisco de los que se tengan registros, fueron organizados en la ciudad de Guadalajara y su área metropolitana, capital de dicho estado. Estos juegos se caracterizaban por ser de carácter agresivo, fuerte y con poca técnica, pero en poco tiempo fueron convirtiéndose en el pasatiempo favorito de varios jóvenes en los primeros años del siglo XX y dieron como fruto la fundación de varios equipos destacándose el Unión que más adelante pasaría a llamarse Club Deportivo Guadalajara, club que actualmente sigue disputando partidos en la Primera División de México.
Con hechos como la fundación del Club Deportivo Nacional y el Club Atlas en 1916 y del Club Deportivo Oro en 1923, así como la organización de la Selección Jalisco en 1940, este deporte ha llegado a consagrarse como el más importante y popular en el estado.

## Era amateur

### Inicios
Desde finales del siglo XIX surgen los primeros hombres que con arrojo impulsaron el fútbol en la patria mexicana. Los primeros registros de indicios de juegos datan del año 1897, siendo los hermanos de las órdenes Maristas y Jesuitas, y los trabajadores emigrantes ingleses que llegaron al país para trabajar en la industria textil y minera, quienes empezaron a rodar el balón en territorio mexicano.
El fútbol como deporte organizado en México, surge en el año de 1901, cuando el primer equipo formal de fútbol es fundado por un grupo de trabajadores, técnicos y mineros ingleses de la Compañía Real del Monte, de Pachuca, Hidalgo. En ese mismo año, en el estado de Veracruz, un grupo de hilanderos de Orizaba encabezados por Duncan Macomish de nacionalidad escocesa, organizarían al primer equipo de fútbol del Orizaba Athletic Club, grupo que venía practicando actividades deportivas desde 1898, y fue así como este grupo de pioneros sembró la semilla del fútbol que pronto germinaría en las distintas regiones del país, entre ellas Guadalajara.
Fútbol sin reglamentos, fútbol alebrestado, apasionante y accidentado; fútbol de románticos, pero sin técnica alguna, teniendo como cuna las aulas de los planteles universitarios, escuelas secundarias y seminarios, pasando después a los polvorientos llanos donde domingo a domingo el pueblo se divertía correteando el esférico de cuero, de trapo o una simple vejiga de res, el fútbol en Jalisco se había sentado, aprisionando los corazones y el entusiasmo de los tapatíos.

### Nace el Club Deportivo Guadalajara
El 8 de mayo de 1906 es la fecha exacta en la que el fútbol de Jalisco vio nacer a su primer hijo, el Club Deportivo Guadalajara, quien en un principio llevaría el nombre de Unión Football Club, para así rendir tributo a la hermandad que se dio entre sus jugadores, quienes fueron y representaron la viva imagen de una sociedad jalisciense de principios de siglo llena de inmigrantes, dispuestos a triunfar en una ciudad llena de potencial.
Pero la historia de los guadalajaristas da inicio un par de años antes, la fecha clave para el fútbol jalisciense fue el 15 de septiembre de 1904, cuando en la vieja estación ferroviaria de Guadalajara descendería del vagón, un joven de nacionalidad belga cuyo nombre era Edgar Everaert. Pronto se estableció en la Casa Gas, familia propietaria de los "Almacenes la Ciudad de México", donde obtendría su primer trabajo con un sueldo de 5 pesos mensuales, teniendo también los beneficios de habitación y alimentación.
De forma inmediata, Everaert hizo amistad con el francés Calixto Gas, quien también laboraba en los almacenes y había residido durante un corto período en Europa. Entre pláticas lograron conocerse, y se dieron cuenta de que ambos ya habían practicado el fútbol con anterioridad, por lo que les surgió la idea de formar un equipo en Guadalajara.
Fue así que a principios del año 1906, en los escaparates de la casa comercial de "La Ciudad de México", un grupo de jóvenes empleados, impulsados por su gran afición y las historias contadas por Everaert y Gas, se lanzaron a la aventura deportiva, emulando con ella la acción de otros jóvenes con la misma pasión futbolera de las ciudades de Pachuca, Orizaba y de la propia Ciudad de México.
Quedó registrado entonces la fundación del "Club Unión", que con su uniforme inmaculado, totalmente blanco, iniciaría competencias con un equipo formado por hombres como Calixto Gas, Max Woog, Bowmark, Ernesto Caire, Esteban y Francisco Palomera, Alfonso Cervantes, Ramón Gómez, Augusto y Calixto Teissier, Julio Bidart, J. Bonmarck, Luis Pellat, Pedro, Pablo y Juan O'Kellard, y dos de los personajes más relevantes en la historia del club Gregorio y Rafael H. Orozco.
En febrero de 1908 el club decidió tomar otro giro, por lo que se organizó una reunión en una casona de la calle Pedro Moreno, que pertenecía a la señora Nicolasa Sainz, abuela de los hermanos Orozco. Gregorio Orozco, después de tener una plática con Everaert, propuso la iniciativa para hacer un cambio de nombre al equipo, el nombre propuesto fue Club Deportivo Guadalajara y además sugirió que su hermano Rafael fuera nombrado como primer presidente.
Los asistentes aceptaron la mención y el club por fin llevaría el nombre de la ciudad que lo vio nacer, además se llegó al acuerdo de integrar un nuevo equipo exclusivamente formado por mexicanos. Entre los asistentes a la junta se encontraban Everardo Espinosa, José Fernando "Tata" Espinosa, Guillermo Enríquez, Juan José Flores y Ángel Bolumar.

### Primera competencia oficial
Por los años de 1908 y 1909 se jugaron los primeros campeonatos ante la admiración de la gente que desconocía el deporte inglés, iniciando las acciones los jóvenes del Guadalajara, el Liceo para Varones, el Eclair y el Atlético Occidental, incluso otros de menor categoría clasificados en segunda.
Más tarde apareció en la pelea el famoso equipo Excélsior, formado en las aulas de los padres jesuitas que tenían a su cargo la educación en el Instituto de Señor San José. El Excélsior llegó a ser uno de los equipos más poderosos de la ciudad.
Al comenzar el fútbol en Guadalajara, las reglas eran poco conocidas, las decisiones se desobedecían a menudo, los offsides no contaban y los jugadores se concretaban a atacar en avalancha las porterías, metiendo a los porteros en verdaderos aprietos o en última instancia con todo y balón.
Se veía un juego personalista en el cual el jugador se dedicaba a "combinar", entendiéndose esto por la habilidad del jugador para engañar a los contrarios, salvándose a costa de grandes esfuerzos para llegar más tarde a la puerta del portero en donde el corredor que llevaba la pelota era ayudado por sus compañeros y juntos penetraban hasta el fondo del arco.
El "shoot" o sea el tiro largo o remate, no se consideraba como aprovechable, lo que sí hacía distinguir a los jugadores era su habilidad para el golpe sobre los contrarios, esto era lo que se llamaba "caballazo", y claramente ensució el juego durante sus primeros años.
Los encuentros se desarrollaban en los terrenos de la Colonia Reforma, más tarde en el "stand" de la Cervecería La Perla, y años después en terrenos del Hipódromo de El Rosario.
En el año de 1908 apareció el Club Deportivo Colón, formado por jóvenes del sureste de la ciudad, constituyéndose en el paladín de la clase popular. Vino enseguida el desmembramiento de clubes por causa de la lucha interna, en la que multitud de jóvenes deportistas quedaron inertes en los campos de batalla.

### Nace el Club de Fútbol Atlas
El año de 1916 fue trascendental en la vida futbolera de la ciudad, gracias a la aparición en el panorama deportivo del aristocrático cuadro rojinegro del Atlas, en el que figuraban peloteros que ya habían practicado el "Football" en las Universidades Británicas, como los hermanos Cortina, Fernández, del Valle, Collignon, entre otros.
Gracias a ellos, conocedores de las reglas, el fútbol tomó un carácter más leal y más noble, convirtiéndose en la diversión favorita de las familias tapatías.
Un año después (1917) se presentó en la contienda el equipo Águila, formado por el infatigable "Tuerto" Camba, constituyéndose los aguilistas en toda una pesadilla para los rojinegros del Paradero y los rojiblancos de las Colonias, quienes dominaban la liga en esos años. Poco tiempo después en ese mismo año nace otro club legendaria formado en los llanos por un grupo de jóvenes, el Club Morelos, que tendría constante participación en los torneos de distintas categorías.

### El sexo femenino, factor principal en el auge futbolero
La formación del equipo Águila trajo verdaderas ventajas al deporte futbolístico en Guadalajara, por su condimento con buenos elementos, residuos de aquellos que en tiempos anteriores fueron jugadores del Excélsior, del Jolly, del Junior y de otras asociaciones.
El conjunto aguilista estaba considerado como de primera línea, rivalizado en aceptación y simpatía con el Club Deportivo Guadalajara.
Para ese tiempo la fuerza del fútbol técnico-efectivo residía en los peloteros del Club Deportivo Colón, que contaba con famosos delanteros, entre ellos Justo García Godoy, Pedrito Rodríguez, Silvestre Chávez, quienes después de enorme esfuerzo lograron obtener el título de campeones en la temporada 1916-1917.
La evolución siempre constante y la fuerza de los deportistas tendiente a su mejoramiento, era alentada y acrecentada con la presencia del público en los sensacionales cotejos de primera fuerza, jugados ya en los campos del Hipódromo de El Rosario. El fútbol se constituyó más y más en la distracción favorita de la sociedad tapatía.
Numerosas familias asistían a estos encuentros, y las mujeres preferían presenciar la lucha esplendorosa del deporte inglés que les ofrecía verdaderas tardes de esparcimiento, a las morbosas complicaciones de una película dominguera de Menicheli o Bertini.
Era sin duda la presencia de tan bellas damas, algo que hacia a los jugadores aumentar su voluntad en las sesiones y su deseo de llegar a la perfección.
Así pues, los espectadores comprendiendo el círculo social en el cual estaba, rodeados de damas respetables y hermosas mujeres, jamás o muy rara vez lanzaban gritos u ofensas a los jugadores, pues sabían de antemano que si así lo hacían había elementos de justicia para llevar a cabo su inmediata reclusión.
En resumen se puede decir, sin temor a equivocación, que el conglomerado femenino fue el incentivo principal para el progreso futbolero en nuestra ciudad, aunado esto a los interesantes cotejos entre los equipos ligados Guadalajara, Atlas, Águila y Morelos, en los cuales el Atlas saldría avante logrando el campeonato de la temporada 1917-1918, primera corona de su carrera deportiva.

### Nace el Club Deportivo Nacional
Guadalajara vio nacer en el año de 1915 a un equipo deportivo formado por un grupo de jóvenes vecinos de la calle San Cristóbal en el barrio de Mexicaltzingo. Su nombre fue Club Victoria, nombre dado por ser el mismo que llevaba una fábrica de aguas gaseosas propiedad de los señores Ramírez residentes del barrio y quienes apoyaron al club en sus inicios.
Su principal actividad y afición era practicar el fútbol con pelotas de hilacha y vejigas de res. Entre los fundadores del Victoria figuraban jóvenes como los hermanos Arámbula, los hermanos Yesser, Simón García, Antonio Rosales y Mateo Zepeda.
Por la misma calle San Cristóbal (actualmente, 8 de Julio) existía un pequeño Club que inició con el nombre de Barrio del Fuerte, que después cambió a Club Patronato y finalmente se conoció como Club de la Bajadita. Tanto el Victoria como el Bajadita entrenaban entre sí en plena calle y aunque en ocasiones las prácticas terminaban con golpes, posteriormente decidieron unir fuerzas y formar un solo club que representara a la calle San Cristóbal, fue entonces que ingresaron los jóvenes Lorenzo Camarena y Alfonso "Sónfiras" Ávila.
Entre los años 1916 y 1917 se unieron al Club Standard, formado en las calles que hoy es Avenida Colón cerca del templo de Mexicaltzingo y formaron el llamado Club Único, gracias a la organización de los jóvenes Teófilo y Enrique Zúñiga, Luis de Anda, Juan Zázquez, Manuel Benavides, Manuel Figueroa, "El Chato" Guerrero, Simón "Cubetas" García, Calixto García, Isabel Huerta y Juan C. Aguilera.
Finalmente en 1917 los integrantes de la agrupación acordaron nombrarla Club Deportivo Nacional, por haber incorporado jóvenes trabajadores de los Ferrocarriles Nacionales de México.

### Aumenta el número de equipos en la liga grande
La fusión del Atlas con el Águila se hizo notable, sus líneas fueron poderosísimas, invulnerables y por lo tanto las más fuertes del circuito futbolero en Guadalajara.
Los jugadores escogidos hábilmente, supieron desarrollar energías a toda prueba, dándose el lujo y la satisfacción de conquistar por cuatro veces consecutivas el honroso título de Campeones de Occidente.
En los años 1918-1919 el contingente de equipos fue más numeroso con la admisión del equipo "Ciudad de México" conformado por empleados de comercio, el Club Tigres formado por jóvenes estudiantes, y el Veloz. Este último había hecho su presentación en la liga de segunda fuerza, donde derrochó hechuras de gran equipo y por lo tanto se le aceptó para contender en las batallas del campeonato de primera fuerza.
El equipo del Veloz, con casaca albinegra, hizo su presentación entre los grandes con verdadero agrado del público, considerándosele oncena de mucho porvenir, así fue como hizo un gran papel ante sus fuertes adversarios del Guadalajara y el Atlas.
Los jóvenes almacenistas del Ciudad de México desaparecieron del panorama futbolero, así como los felinos del Tigres, mientras que el Colón fue descendiendo rápidamente. De sus filas desertaron la mayoría de los jugadores y la vida del equipo azul se fue sosteniendo gracias al fanatismo muy digno de algunos agradecidos, finalmente después de 1929 el equipo terminó fusionándose con el Atlas.
El team veloz fue subiendo como la espuma, por lo cual se creyó que en su tercera competencia oficial se llevaría el galardón, cosa que no sucedió. Poco tiempo después, debido a los mismos azares de la lucha, el Veloz sufrió una debacle y con este fracaso desapareció, para formar más adelante con su propia gente y los muchachos del Unión de segunda fuerza la organización denominada "Marte", equipo de fuerza y entusiasta.
La historia del Marte se inicia en 1922 cuando se organizó un festival deportivo en a ciudad de Guadalajara, Jalisco, en la que participaron los clubes de Primera y Segunda Fuerza de la Liga Amateur de Jalisco, dos equipos de la segunda fuerza se resaltaron, el Nacional que llegó hasta la final, y el Unión que le dio gran pelea a los grandes entre ellos al entonces campeón Guadalajara.
Esta hazaña hizo que ambas oncenas fueran consideradas para ser aceptadas en la Primera Fuerza, la temporada siguiente el Nacional del barrio de Mexicaltzingo fue aceptado, mientras que el Unión continuó en segunda. Al final de la temporada 1922-1923 el Club Veloz quedaría como último lugar del certamen con sólo 4 puntos, estando al borde de su desaparición el señor Simón Satústregui, le hace la propuesta a los integrantes del Veloz para unirse con el Unión, dicha propuesta fue aceptada y en 1923 se forma el Club Marte del Barrio del Algodonal, dicho nombre se le dio en honor al Dios de la guerra, contrario a lo que muchos piensan este club fue el primero en México en llevar dicho nombre puesto que su "tocayo" del Centro del país fue nombrado como Marte hasta 1928.
El debut del Marte en Primera fue el 4 de noviembre de 1923, enfrentando al entonces campeón el Club Deportivo Guadalajara en el campo localizado en Unión y Bosque, el estadio lucía repleto después de que los rayados venían de haberse coronado por segunda ocasión consecutiva además de que se encontraban celebrando la inauguración de su alberca y su nueva cancha de fútbol recién empastada.
El circuito segundero se había constituido en inagotable arsenal de magníficos equipos, refulgiendo de allí el equipo del Nacional (Subcampeón en la temporada 1921-1922) cuadro pleno de juventud y entusiasmo, cuya potencia estribaba en la disciplina y en la habilidad del conjunto.
Al ingresar los verdes al grupo consagrado de primera fuerza, causaron sorpresas enormes ante los equipos de más relieve, logrando empatarles o aún vencerlos. En su primer año de lucha demostró la clase de equipo que traía en sus filas y por lo tanto en los siguientes torneos lo que ya se esperaba sucedió, el Nacional logró su primer título en la temporada 1925-1926.

### Intercambio de series "Jalisco vs Ciudad de México"
Cuando culminó el fútbol en Guadalajara y mayor fue su interés, se creyó oportuno entablar relaciones con las asociaciones de la capital de la República, entre otras con el Real España, el Asturias, el Centro Unión, el Guerra y Marina, el Yaqui, el Tigres, L'Amicale, el Sonora-Sinaloa, entre otros.
El Atlas invitó al equipo de Tigres de la Ciudad de México, con el cual se sostuvo la primera e interesante serie, ante el entusiasmo enorme de nuestro público y con el clamoroso triunfo de los rojinegros.
El mismo Atlas respondió la visita a la capital, jugando par de encuentros en los campos del Centro Unión y del España el 1 de noviembre de 1919, donde saldría ganador el equipo hispano.
Más tarde en los campos del Atlas, se hicieron presentes varios equipos de la capital, el ahora llamado América, el Germania, el Asturias, el Guerra y Marina, etc. haciendo hincapié en que el público que concurría a los primeros encuentros siempre se portó benévolo y hospitalario, pero a medida que se fue acostumbrando a tales sesiones, una parte del público dio rienda suelta a un apasionamiento ofensivo.
A esos días se remonta el primer partido disputado entre el Club Guadalajara y el Club América, fue el 10 de octubre de 1926, cuando los cremas llegaron a la capital jalisciense donde disputó una serie de tres partidos. El primer partido fue realizado en el campo Guadalajara, terminó con un resultado de empate a un gol con goles del "Chato" Aceves por parte del Guadalajara y Guillermo Hyder por parte del América.
Un día después el lunes 11 de octubre en los terrenos del Paradero, el marcador del partido fue un 2-1 a favor del Guadalajara, encuentro el cual empezó ganando el conjunto capitalino por medio de un gol de Ignacio de la Garza, pocos minutos después llegaría el empate, y después de un penal marcado por el árbitro Juan Satústregui, Anastasio Prieto anotaría el gol de la victoria.
Se volvieron a enfrentar el 12 de octubre de 1926 y una vez más el Guadalajara se alzó con la victoria con un marcador de 2-1, marcaron Cortina y Prieto por los rayados y Rafael Garza Gutiérrez vía penal por los cremas.

### Aumenta la afición por el fútbol
La buena participación de equipos de barrio como los verdes del Nacional, llamados en ese entonces "los peladitos de Mexicaltzingo", alcanzó a encender la hoguera en otros sectores de Guadalajara, al norte y oriente de la ciudad. Para la temporada 1925-1926 el modesto pero a la vez temible equipo del Atlético Latino hizo su aparición en primera fuerza.
El Atlético Latino se funda el 16 de septiembre de 1916 en el barrio del Santuario de Nuestra Señora de Guadalupe, siendo un equipo originario de "Las Barranquitas" al Norte de la ciudad de Guadalajara. Sus fundadores fueron un grupo de trabajadores de la industria rebocera y del calzado.
La primera mesa directiva del club fue elegida ese mismo año, colocando a Crispín Meza como presidente, completando el resto de la asamblea Carlos Peña, Ramón Jiménez, Roberto Arauz e Ignacio Barajas, este último un notable arquero que jugaba aún faltándole una de sus extremidades inferiores.
El equipo fue registrado inicialmente en la tercera fuerza de Jalisco, y para 1919 logró ingresar a segunda fuerza con equipos como el Veloz, Central, Submarino, Olímpico, Águila, Alaska, Lusitana, Venecia, entre otros. Entre los primeros jugadores estuvieron Guadalupe Gallegos, Arnulfo Plascencia, Antonio Salazar, Teófilo Rentería, entre otros.
El equipo llegó a la primera fuerza después de disputar dos encuentros frente al campeón del momento Guadalajara y el subcampeón Nacional, después de sacar la victoria 1-0 frente al Guadalajara y el empate 2-2 frente al Nacional, el debut en primera fuerza se dio el 22 de noviembre de 1925 en un encuentro frente al Alianza que terminó empatado a un gol.

### Nace el Club Deportivo Oro
El barrio de Oblatos, con su gente progresista en el ramo de la joyería, también ardía en deseos por figurar en el panorama futbolero; por lo tanto, previas juntas hechas en el taller de joyería de don Albino Ruvalcaba el Club Deportivo Oro nacería el 5 de enero de 1923.
Siete años después, sobre las Calles Gigantes y Calle 30 fue fundado el 20 de julio de 1930, el Estadio Felipe Martínez Sandoval, más conocido como Parque Oro u Oblatos, que contaba con grandes instalaciones para la época y se convirtió en el primer gran estadio de Jalisco, la directiva áurea invitó al Guadalajara a inaugurarlo en una doble cartelera de partidos de exhibición. Tiempo después la cancha Oblatos fue también casa del Club Deportivo Guadalajara hasta 1960.
El inicio para el club joyero no fue nada fácil, le llevaría varias temporadas alcanzar el nivel de sus máximos rivales. Para 1933 participaban 9 equipos en la Liga Jalisco, por lo que se pasó a crear categorías.
Se agruparon los nueve equipos en dos categorías: en la "A" competían Atlas, Guadalajara, Latino, Nacional y Marte, mientras que en la "B" jugaban Oro, Colón, Oriente e Imperio. Esto relego al "Oro" a una categoría inferior por cierto tiempo, pero donde lograría coronarse.
Su primer título en la liga amateur de primera fuerza se dio hasta la temporada 1939-1940, justo en los años en que el equipo empezó a tomar tal fuerza que lo convirtió en el máximo exponente del fútbol de Jalisco, repitiendo el título en la temporada 1942-1943.

### Cisma en el fútbol
Los asuntos internos en la Asociación de Fútbol andaban por los suelos, no había organización, mucho menos igualdad de derechos. Fue así que en sesión extraordinaria convocada con urgencia, la situación se puso al rojo vivo dejándose venir la noticia con la división de equipos en un bando Atlas, Guadalajara y Oro, y en el otro Nacional, Marte, Alianza y Latino.
Se formaron 2 ligas la primera formada por el Atlas, Guadalajara y Oro, además de la incorporación de los equipo de reservas Atlante (filial rojinegra) y el Reforma (filial rojiblanca). Mientras que la otra liga fue formada por Nacional, Marte, Alianza y el Latino, que al carecer de campo oficial pasaron a efectuar su torneo en los terrenos de la Colonia Villaseñor, en el campo "Favorita" inaugurado por el Necaxa y el Nacional, pero las escasas entradas provocadas por la gira del Real España contra el Atlas y Guadalajara, hicieron que la liga separatista buscara de nuevo la unión.
El distanciamiento fue liquidado creándose un cuerpo directivo controlador del fútbol en todas sus categorías al que se denominó "Federación Deportiva Occidental" presidido por el señor Carlos M. Collignon. El campeonato oficial de 1926-27 se puso en marcha y el Nacional se alzaría con la copa.
Gracias a este nuevo título el Nacional sería la base para crear un combinado que enfrentó al Guerra y Marina, dicho encuentro fue el marco para inaugurar el primer campo de aviación de la ciudad de Guadalajara ubicado en Las Juntas y bautizado con el nombre de "Alfonso Ceballos", fue puesto en disputa un trofeo donado por el Gral. Lázaro Cárdenas, el cual quedó en posesión de los tapatíos.

### Primer encuentro internacional
Los dueños de los equipos Atlas y Guadalajara, buscaron atraer el apoyo de los aficionados y mandaron traer al Colo Colo, campeón de Chile que se encontraba de visita en la capital del país, para disputar una serie de dos cotejos.
La presentación de los chilenos fue el 1 de marzo de 1927 y el contrincante fue un combinado Atlas-Guadalajara, este primer encuentro finalizó con marcador de 4-1 favoreciendo a los visitantes, mientras que en el segundo encuentro que fue jugado únicamente con jugadores del Guadalajara, se presenta un empate.
Dos años después se llevó a cabo la segunda serie con la presentación de los húngaros del Sabaria, 2 de marzo de 1929 en el campo del Guadalajara. El contrincante fue el Oro, al cual los visitantes apabullaron fácilmente por marcador de 8 a 0.

### Se imponen los rayados de las colonias
El poderío mostrado por el cuadro del Nacional en la década de los años 1920s se redujo notablemente con la emigración a la capital de dos de sus pilares fuertes, Hilario López y Miguel "Venada" Alatorre, ocasión que hizo propicia a la causa rojiblanca para la conquista de los blasones de las temporadas 1927-1928, 1928-1929 y 1929-1930.
El Nacional, gracias a su inagotable semillero, volvió a dar pelea abonándose los títulos de 1930-1931 y 1931-1932. El Guadalajara, haciendo un "contragolpe" aumentó a sus vitrinas la presea oficial de la temporada 1932-1933. En esos años toda la pelea entre los rayados de verde y los rayados de rojo.
Esa fue la verdadera época de oro del fútbol tapatío, en la que incluso se inauguró el cuadrilongo del Deportivo Oro, que sirvió para albergar el partido entre el Germania y el Nacional que terminó empatado a un gol el 11 de octubre de 1931.
Tal euforia tuvo repercusión, con la compra de jugadores tapatíos por parte de los equipos de la Ciudad de México, "La Yegua" Lorenzo Camarena, "Calavera" Ávila, Luis "Pichojos" Pérez, Miguel Pizano, Raúl "Pipiolo" Estrada, Marcial Ortiz "El Ranchero" y Tomás Lozano, entre estos tapatíos hubo quienes formaron aquel famoso equipo de los 11 hermanos, que enfundados en los colores del Necaxa dieron gloria al fútbol tanto en forma nacional como internacional.
En 1933 se disputó la tercera serie internacional de fútbol con la presencia del Audax Italiano de Chile ante el popular Club Deportivo Nacional reforzado con sus antiguos elementos del Necaxa. El encuentro se disputó el 30 de abril de 1933, y se disputaba la Copa Casa del Pueblo, dicho trofeo fue dividido debido a que el juego terminó con un empate a dos goles, la misión de cortarla fue encomendada al señor Maximiano Prieto, padre de Anastasio, Gerónimo, Fausto y Max Prieto leyendas del fútbol amateur de Guadalajara.
El grupo de Mexicaltzingo siguió arrollador y dio más lustre a su historial cuando en épica lucha contra el Necaxa quitó a éste la aureola de invicto endilgándole un tres a uno. Esto sucedió el domingo 17 de noviembre de 1935.
En ese mismo año se creó la Federación Nacional de Fútbol, a la que se afiliaron diversas asociaciones del país, cosa que dejó margen para convocar a un torneo nacional concediéndose la sede a Guadalajara.
El grupo de participantes fue de nueve entidades, sobresaliendo la escuadra del Distrito Federal, como poseedora del título, Jalisco logró el subcampeonato.

### Llamarada Rojinegra
La organización del Paradero que desde el año de 1921 había tenido enmohecidos sus cañones compeoniles, en el año de 1936 volvió a la carga con un selecto contingente.
La lucha de los rojinegros fue apremiante contra el Oro, el Latino, el Guadalajara, el Marte, el Nacional y el Río Grande a los que logró superar en la competencia oficial e incluso por la "Copa Jalisco".
Un año después en la temporada 1937-1938 los lauros fueron para el recién ingresado Río Grande, formación hilandera de El Salto, que años antes imperara en la Liga Municipal con sede en el Estadio Municipal y en la que también hicieron sus práticas los jóvenes de la Universidad de Guadalajara, PRJ, Club Estadio, Buen Tono, Correos y Tigres.
En el grupo "B" de dicha competencia, estaban el Occidente, Imperio, Modelo, Galletera Nacional, Centroamérica, Olímpico, O.K. y Educación Superior.
En el año de 1940 los "mulos" del Oro obtuvieron su primer campeonato en las lides de Primera Fuerza, venciendo al Atlas por cuatro goles a cero, esta hazaña enardeció de júbilo a la barriada de Oblatos, que se volcó en las instalaciones del club para vitorear a los héroes.

### La gloriosa Selección Jalisco
Las grandes glorias del Atlas, Guadalajara y Nacional habían quedado en el libro de oro de los gratos recuerdos, dejando la supremacía a las nuevas instituciones.
La primera selección se organizó en el año de 1926, y estaba formada por elementos de los equipos Guadalajara, Atlas, Nacional, y Oro.
Los mejores duelos en la primera etapa se dieron en la Ciudad de México, a donde viajaron en los años de 1926, 1928 y 1930. Los duelos contra equipos de la liga de primera fuerza del Distrito Federal fueron intensos, se jugaron varios partidos contra el Club Deportivo Marte, el Real Club España, el Club de Fútbol Asturias y el Club América.
En 1937, la selección jalisciense se convirtió en el primer conjunto de provincia de México que viajaría al extranjero. El equipo organizaría una gira a Colombia, donde jugó una serie de partidos contra equipos de Argentina, Panamá, Colombia, Ecuador, Cuba, Venezuela y Perú.
El importante crecimiento que tomó el fútbol de Jalisco motivó que la Liga Mayor del Distrito Federal invitara a la Selección de Jalisco a participar dentro de su torneo, donde ya no representaba más al fútbol amateur y era cuestión de tiempo para que el fútbol se organizará como un acto profesional.
El cuadro de la franja dorada en el pecho viajó a la Ciudad de México con la esperanza de realizar un buen papel, encontrándose con equipos formados con base en grandes inversiones y figuras del extranjero, como el España, Asturias, Moctezuma, entre otros que llegaron a alinear inclusive hasta 9 extranjeros por partido; mientras que el equipo de Jalisco estaba formado en sus totalidad con jugadores que ocasionalmente recibían un pago de 3 o 5 pesos por partido disputado.
El primer juego de la Selección Jalisco en la liga amateur de la Ciudad de México en 1940, fue en el Campo Oro de Oblatos, que fue el primer estadio de concreto que tuvo la Liga Mayor, jugando contra el Unión Deportiva Moctezuma de Orizaba. El marcador final fue un 5-1 a favor de los tapatíos, y la alineación de ese encuentro por parte de la Selección de Jalisco fue:
Porteros: Fausto Quirarte y Ángel Torres "Ranchero". Defensas: Antonio Casillas, José Gutiérrez "Pelón", José Luis Navarro. Medios: Reyes Sánchez Térile, "Nano" Hernández, Rodrigo Ruiz, "Pis" Salcido, Gustavo González. Delanteros: "Tilo" Teófilo García, Fausto Prieto, "Pirracas" José Castellanos, "Pablotas" Pablo González, Max Prieto, "Cazuelas" Luis Grajeda, Luis Reyes, José Guadalupe Velázquez.
En esa primera temporada, la Selección Jalisco provocó llenos a reventar en todos sus juegos, acabó la primera vuelta al frente de la tabla de posiciones, un punto arriba del Atlante y con sólo tres puntos perdidos: 0-0 contra el Asturias en Guadalajara, y un 5-2 ante el Atlante en el parque Asturias, acabando la primera vuelta con 23 goles anotados en 7 partidos. Sin embargo, para la segunda vuelta del torneo la Selección Jalisco, sin la condición física requerida, sólo pudo ganar 4 de 12 puntos y terminaría en 4.º lugar general.

### Segundo cisma en el fútbol de Jalisco
El 10 de abril de 1943, en la capital de México, se convocó a una junta extraordinaria para tratar el "Asunto Jalisco", ya que varios diarios capitalinos habían hecho publicaciones del posible ingreso de dos onces tapatías para el siguiente campeonato por la Copa México pero sin mencionar nombres.
El 25 de abril de 1943 quedó liquidado el campeonato amateur, en el cual la corona fue para los "Merengues" del Club Deportivo Marte y el último lugar de la tabla para la Selección Jalisco.
Al quedar fuera de la organización futbolera los equipos de Necaxa y Jalisco, el Club Deportivo Oro ofreció patrimonio al primero, facilitándole las instalaciones e incluso conservar el nombre y sus colores.
El oficio fue enviado por el entonces presidente del club de Oblatos, el señor Javier Ramírez García, firmándolo también el secretario señor J. Jesús Serratos.
Al no aceptar los "electricistas" dicha invitación, la delegación áurea se puso en contacto con la Liga Mayor Profesional, arguyendo tener una magnífica cancha propia y además el dinero necesario para gastos.
La solicitud fue aceptada en un principio, lo mismo que la del ADO y el Veracruz, por lo cual los directivos tapatíos llamaron al coronel Óscar Bonfiglio para hacerse cargo del equipo.
El 27 de mayo la asociación local llamó a los delegados de los diferentes onces agremiados y en dicha junta el entonces presidente Samuel López, decretó para el Oro castigo de un año en su categoría de Primera Fuerza, por haber hecho solicitud de ingreso a la liga mayor sin tomar parecer a la Asociación.
Los delegados del Rastro, el Nacional, el Imperio, el Fabril y el Atlético Latino, al ver que la sanción estaba fuera de los estatutos, acordaron separarse de la agrupación y solidarizarse con los oblatenses, propiciándose por tal motivo el segundo cisma del fútbol tapatío.
La nueva agrupación tomó el nombre de Fútbol Unido de Occidente, y para dar mayor interés al campeonato por iniciarse hizo invitación a las plazas de La Piedad, León y Guanajuato.
El 20 de junio se inició la justa con dos cotejos, el primero entre el Nacional y la Unión de Curtidores, que ganaron los tapatío cuatro goles a tres. El estelar corrió a cargo de los dueños del terreno contra el combinado de La Piedad, y también los locales se impusieron por dos goles a uno.
El 20 de septiembre finalizó el campeonato, conquistando la corona el Oro al vencer al Rastro por cuatro goles a uno. El 24 de octubre se programó un campeonato relámpago entre los onces agremiados, con objeto de hacer la entrega de trofeos, abonándose el torneo los de La Piedad al derrotar al Oro y al Águila de Irapuato, adueñándose por tal motivo del bello trofeo en disputa.
El grupo Fútbol Unido de Occidente invitó al once "Campeonísimo" del Necaxa a un encuentro homenaje contra el Oro, realizando ante una buena entrada aunque la Asociación quiso sabotear el evento iniciando un torneo relámpago, el marcador fue dos goles a uno a favor del Oro.
En 1944 después de haberse cumplido el castigo para la cancha del Oro, la unión volvió a reinar entre los disidentes, por lo cual el once del Club Deportivo Guadalajara hizo la presentación en la Liga Mayor en la cancha áurea como propia.

### Liga Rebelde
Volteando ahora la medalla, mientras el fútbol grande profesional seguía entusiasmando a las multitudes. El gremio "Fútbol Unido de Occidente" o mejor dicho el fútbol de los inconformes, programó la inauguración de su torneo de liga 1943-1944 con la participación de ocho equipos: Oro(campeón), Nacional, Latino, Rastro, Fabril, Imperio, Marte y Selección de La Piedad, Michoacán.
En el evento de inauguración del domingo 2 de enero de 1944 fueron designados en la cancha de Oblatos, Imperio vs Marte y Oro vs Nacional. Muy triste fue el acto de inauguración, no hubo el desfile de equipos acostumbrado, no hubo madrinas, no hubo música, pero eso sí, muchos goles y mucha entrega de los jugadores que obviamente dejaron complacidos a los asistentes.
En el preliminar, el resucitado Marte del barrio de El Algodonal, se puso del tu por tu con los hilanderos del Imperio con empate a cinco goles. En el juego estelar, el Nacional dio la sorpresa humillando al monarca con pizarra de dos tantos a uno.
Esta liga actuó durante vario tiempo de forma paralela al fútbol "profesional" que se jugaba en la Primera división mexicana, hasta que eventualmente llegaría a desintegrarse.